# Genner
Genner (tysk: Gjenner) er en by i Sønderjylland med 742 indbyggere  (2024), beliggende 5 km nordvest for Løjt Kirkeby, 16 km syd for Haderslev, 10 km nordøst for Rødekro og 10 km nord for Aabenraa. Genner hører til Aabenraa Kommune og ligger i Region Syddanmark. I 1970-2006 hørte Genner til Rødekro Kommune.
Genner hører til Genner Sogn, som indtil 1. oktober 2010 var et kirkedistrikt i Øster Løgum Sogn. Genner Kirke ligger i den nordøstlige ende af byen.

## Geografi
To km øst for Genner ad Sønderballevej ved Genner Bugt findes Genner Strand.

## Faciliteter
- Genner Univers er skole, SFO, børnehave og småbørnsgruppe med i alt 23 medarbejdere.[2]
- Genner Idrætsforening (GIF) tilbyder badminton, basketball, bueskydning, floorball, fodbold, gymnastik, håndbold, krolf, petanque og tennis. Mange af aktiviteterne foregår i Genner Hallen, der blev indviet i 1993.[3]
- Foruden forsamlingshuset på Kirkevænget 2 er Lyngtofte Kro i 2016 genåbnet som multihus og forsamlingshus[4] med plads til 120 gæster.

## Historie

### Aabenraa Amts Jernbaner
Genner fik trinbræt med sidespor (tysk: Haltestelle) på Aabenraa Amts Jernbaners linje Aabenraa-Løgumkloster (1901-26). Kroen var også station, som det var normalt på de tyske amtsbaner. Bygningen er bevaret på Nørreskovvej 7 og var stadig kro et stykke tid efter at banen var nedlagt.
Ved landevejen 700 m mod øst lå trinbrættet Knivsbjerg, 1½ km fra det 97 m høje Knivsbjerg, hvor Nordslesvigs tyske befolkning holdt folkefester. Dette trinbræt lå ved Lyngtoft (i den tyske tid Gjenner Krug), som har været udskænkningssted siden 1780.
Fra Vestertoft mod vest går vejen Gl. Bane, som efter 300 m svinger tv. og følger amtsbanens tracé på godt 1 km.

### Genforeningssten
Foran forsamlingshuset står en sten der blev afsløret 15. juni 1936 (Valdemarsdag og 16-årsdagen for genforeningen) til minde om Genforeningen i 1920.
- Gennerhallen
- Genforeningsstenen